# Bandeira (Minas Gerais)
Bandeira – miasto i gmina w Brazylii, w stanie Minas Gerais. Znajduje się w mikroregionie Almenara.